# Caryospora bubonis
Caryospora bubonis ist ein einzelliger Organismus aus der Gruppe der Kokzidien (Coccidia) mit parasitischer Lebensweise, die bei den betroffenen Wirten zu einer Kokzidiose führen. Als bislang einziger Endwirt ist der in Nordamerika beheimatete Virginia-Uhu (Bubo virginianus) nachgewiesen, allerdings gelang die experimentelle Ansteckung sowohl beim Schreikranich (Grus americana) als auch beim Kanadakranich (Grus canadensis). Als Zwischenwirte dienen wahrscheinlich andere Wirbeltiere aus dem Nahrungsspektrum des Vogels, vornehmlich Mäuse.

## Verbreitung
Über die konkrete Verbreitung des Erregers ist nichts bekannt, wahrscheinlich ist sein Verbreitungsgebiet mit dem der Wirtstiere identisch und somit auf Teile Nordamerikas begrenzt.

## Merkmale
Caryospora bubonis unterscheidet sich wie bei allen Kokzidien je nach Stadium sowohl in der Form als auch in der Größe. Die Zellen der freien und infektiösen Form sind in Flüssigkeiten oder Frischpräparaten bogenförmig und erreichen Größen von zwei bis fünf Mikrometern. Die Oozysten sind dagegen rund und enthalten die reifen acht Sporozoiten.

## Entwicklungszyklus
Der Lebenszyklus von Caryospora bubonis kann sowohl direkt von Endwirt zu Endwirt wie auch indirekt ablaufen, wobei in der indirekten Form ein Zwischenwirt benötigt wird. Der Zyklus selbst unterscheidet sich nicht von anderen bekannten Kokzidien.
Im Endwirt entwickeln sich Oozysten, die mit den Fäzes ausgeschieden und vom Zwischenwirt aufgenommen werden. Sie enthalten eine Sporozyste mit acht Sporozoiten und können über längere Zeiträume infektiös bleiben. Im Zwischenwirt (Wirbeltiere und Vögel) schlüpfen die Sporozysten und dringen aktiv in kernhaltige Zellen ein, wo sie durch ungeschlechtliche Teilung Tachyzoiten bilden und ins Blut schwemmen. In den Geweben bilden sich Gewebezysten, die vor allem in der Muskulatur, aber auch im Gehirn oder in der Netzhaut des Auges überdauern. In dieser Form werden sie dann wiederum vom Endwirt, der den Zwischenwirt frisst, aufgenommen.
Die Bradyzoiten werden im Darm frei und dringen in die Epithelzellen ein. Dort findet eine Schizogonie (ungeschlechtliche Fortpflanzung) statt und/oder es werden Makrogamonten und Mikrogamonten gebildet. Die Makrogamonten bilden Makrogameten aus, während ein Mikrogamont Mikrogameten bildet. Der Makrogamet wird von einem Mikrogameten befruchtet und es kommt zur Ausbildung einer Zygote (diploid), welche dann zu einer unsporulierten Oocyste reift. Diese wird nun mit dem Kot ausgeschieden und reift unter Sauerstoffeinfluss zu infektionsfähigen sporulierten Oozysten heran.